# Jälbolung
Jälbolung eller Järbolung är en oidentifierad ort eller plats där Birger jarl enligt Erikskrönikan avled 21 oktober 1266. En vanligt förekommande uppgift, om än med förbehåll, är att platsen låg i Lung bo i Västergötland. Specifikt har Lagmanstorp i Longs socken, strax utanför Vara utpekats. 
Hjalmar Lindroth framför 1920 teorin att Jälbolung kan tolkas som Jälbo Lung, där områdets namn Lung läggs till för att särskilja från andra Jälbo. Detta jämförs med liknande konstruktioner med Husby, som är relativt vanliga, och andra ortnamn liknande Jälbo, framförallt flera Järlebo och liknande i Uppland och Västmanland. Lung bo, som omfattar flera härader, är ett av Västergötlands bon, som är en tidig form av förvaltningsindelning i Västergötland. Birger jarls son Bengt, sedermera hertig och biskop, säljer senare ärvda marker i Lung; deras ätt har enligt Lindroth kopplingar till Västergötland, och Birger ligger begravd i Varnhems klosterkyrka i samma landskap.
Jäl- i Jälbo syftar då enligt Lindroth på jarl, som i sin tur har övergått till järl under yngre fornsvensk period. Ortnamnet antas ha kunnat vara Jarlabo tidigare.
Lindroth anser sig inte kunna lokalisera var i Lung Jälbo i så fall låg. Han lyfter fram Lagmanstorp som intressant i förhållande till en jarls ägor; Lagmanstorp ingår i de ägor som Birgers son Bengt senare säljer. Om Lung endast haft ett förvaltningscentrum, anser han att det bör ha varit där. Lindroth nämner också Hjällbo, idag en förort till Göteborg, då med strategiskt viktigt läge mellan Halland (då tillhörande Danmark) och Bohuslän (då tillhörande Norge), som en möjlighet.
Tänkbart vore också att Birger jarl gjorde ett besök till den då över 100 år gamla träkyrkan i Jällby, Ljung där han avled medan han befann sig på resa söderöver för att lösa tvister mellan klostret i Småland och bönderna. 